# Stazione di Madrid Atocha
La stazione di Madrid Atocha (in spagnolo Estación de Atocha) è  la principale stazione ferroviaria a servizio di Madrid, in Spagna.

## Storia

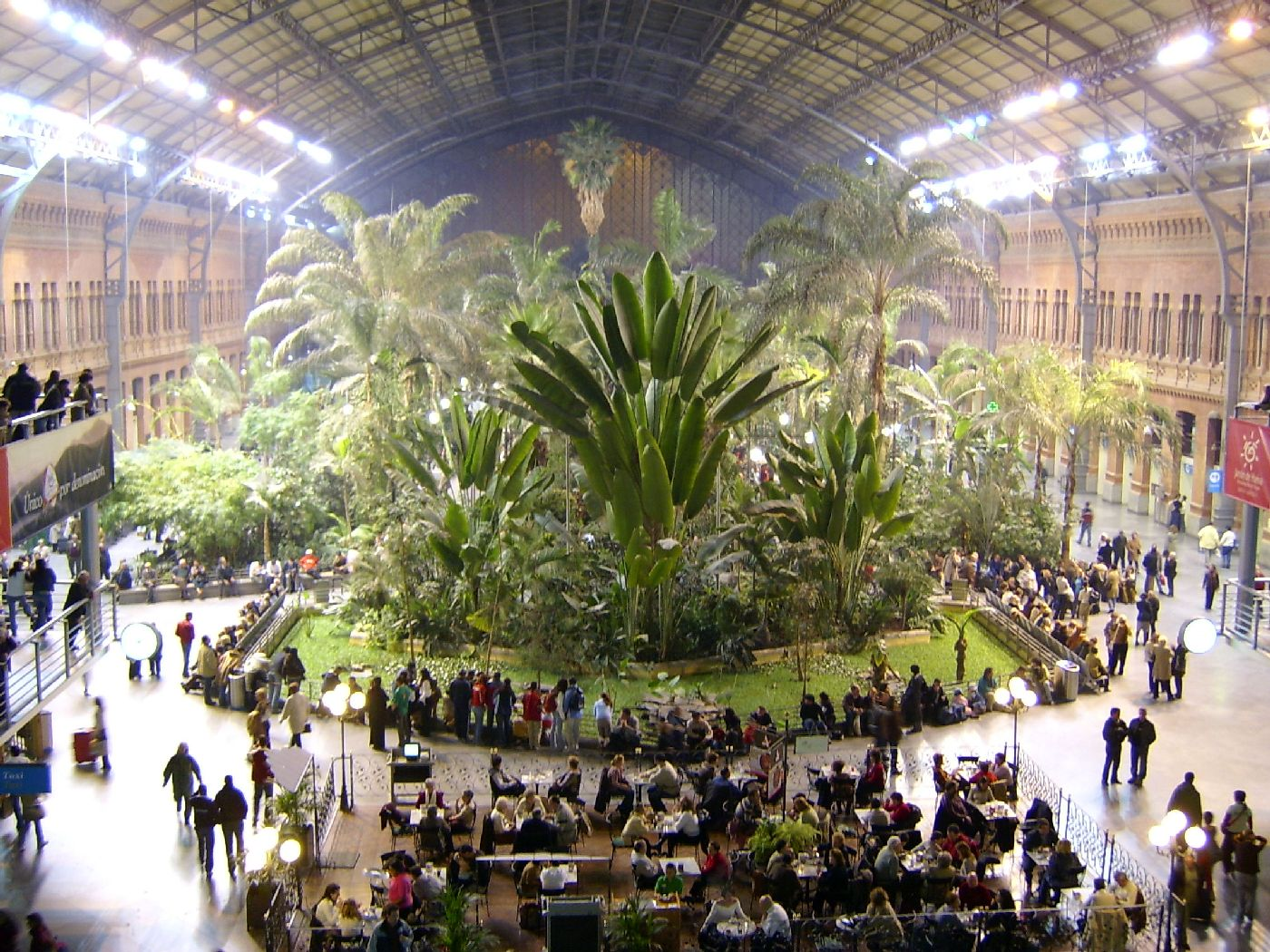
La serra costruita sopra al vecchio piazzale dei binari nel 2004.

La stazione venne inaugurata nel 1851 e nel 1892 la facciata venne ricostruita. Continuò il suo esercizio fino alla sua soppressione avvenuta nel 1992, venne inglobata nella nuova stazione di Madrid Puerta de Atocha e Atocha-Cercanías. L'antico piazzale che ospitava i primi binari venne convertito tra il 1984 e il 1992 in un giardino botanico coperto progettato dell'architetto Rafael Moneo.

## Attentati di Madrid dell'11 marzo 2004
L'11 marzo 2004, i treni pendolari in arrivo sono stati bombardati in una serie di attentati coordinati, uccidendo 192 persone e ferendone 2057. L'indagine ufficiale da parte della magistratura spagnola ha stabilito che gli attacchi erano diretti da una cellula terrorista legata ad al-Qa'ida.